# Михайловское (сельское поселение, Удмуртия)
Михайловское — упразднённое муниципальное образование со статусом сельского поселения в составе Камбарского района Удмуртии.
Административный центр — деревня Михайловка.
Законом Удмуртской Республики от 30.04.2021 № 41-РЗ упразднено в связи с преобразованием муниципального района муниципальный округ.

## Состав
В состав сельского поселения входят 5 населённых пункта:
- село Михайловка;
- село Балаки;
- деревня Гоголи;
- деревня Октябрьская;
- деревня Новокрещенка.

## Население
| 2010 | 2012 | 2013 | 2014 | 2015 | 2016 | 2017 |
| ---- | ---- | ---- | ---- | ---- | ---- | ---- |
| 570  | ↘559 | ↗561 | ↘539 | ↘520 | ↗523 | ↘507 |
| 2018 | 2019 | 2020 |      |      |      |      |
| ↘503 | ↘477 | ↗478 |      |      |      |      |